# 维莱尔瓦尔
维莱尔瓦尔（法語：Willerval）是法国北部-加来海峡大区加来海峡省的一个市镇，属于阿拉斯区维米县。该市镇2009年时的人口为651人。

## 人口
维莱尔瓦尔人口变化图示
| 数据来源：INSEE |